# Coprinellus subpurpureus
Coprinellus subpurpureus es una especie de hongo en la familia Psathyrellaceae. Originalmente la especie fue encontrada en  1948 en el condado de Cheboygan, Michigan, Estados Unidos, y la especie fue descrita por el micólogo Alexander H. Smith, que la denominó Coprinus subpurpureus. Fue transferida al género Coprinellus en el 2001.

## Descripción
El sombrero tiene mide 1,5 cm de alto y hasta 3,5 cm de diámetro cuando está completamente desarrollado. La superficie del sombrero cuando es joven tiene una floración polvorienta (pruinosa), pero se vuelve lisa (glabra) en la madurez. Por lo general, es de color marrón, pero en la madurez tiene un color violeta cerca del centro y gris oscuro a negro cerca de los bordes. La pulpa es delgada y frágil, sin olor ni sabor perceptible. Las branquias tienen una unión adnata al tallo, y son estrechas y se encuentran muy juntas; son de color marrón claro antes de oscurecerse a negro en la madurez antes de disolverse. El estipe mide de 4 a 10 cm de alto por un diámetro de 0,1 a 0,25 cm.
El esporas son suaves, aproximadamente ovaladas, y miden 13 x 7 µm. El basidio aloja 4 esporas, y mide 25 x 6  µm.

## Hábitat
Coprinellus subpurpureus fue hallado creciendo sobre hojas húmedas bajo trozos de árboles de madera dura en Michigan, Estados Unidos.